# NBA 2022/23
NBA 2022/23 was het 77e seizoen van de NBA. Het begon op 18 oktober 2022 en liep tot 12 juni 2023, toen Denver Nuggets de vijfde wedstrijd van de NBA Finale met 94-89 won en daarmee op 4-1 kwam in de serie tegen verliezend finalist Miami Heat. Joel Embiid van Philadelphia 76ers werd verkozen tot NBA Most Valuable Player en Nikola Jokić van Denver Nuggets tot NBA Finals Most Valuable Player.

## Verloop
Het 77e seizoen van de NBA begon op 18 oktober 2022 en liep tot 9 april 2023. De NBA All-Star Game werd gespeeld op 19 februari 2023 in de Vivint Arena. De play-offs begonnen op 15 april en liepen tot 12 juni. Voor het seizoen werd het NBA Play-In Tournament - dat al twee jaar werd toegepast - toegevoegd als vast onderdeel van de NBA. Na het overlijden van Bill Russell werd het nummer 6 teruggetrokken voor alle teams in de hele NBA-competitie. Dit was voor het eerst dat de hele competitie een nummer uit omloop nam. Spelers die het nummer al droegen, mochten het blijven dragen tot hun pensioen of tot ze vrijwillig wisselden van nummer.
De NBA-finale ging tussen de nummer 1 uit het westen Denver Nuggets en de nummer 8 (na de play-in) uit het oosten Miami Heat, dat in aanloop naar de eindstrijd onder andere de nummers 1 (Milwaukee Bucks) en 2 (Boston Celtics) uit haar conference uitschakelde. De Nuggets wonnen de eerste wedstrijd in de finaleserie thuis met 104–93, waarna Miami in Denver op 1–1 kwam (108–111). De Nuggets wonnen daarna twee keer op het veld van Miami (109–94 en 108-95) om de stand op 3–1 te brengen. Denver kon het in wedstrijd vijf in eigen huis afmaken, maar stond zowel na het eerste, het tweede als het derde kwart nog op achterstand. Het lukte de Nuggets in de vierde kwart alsnog om de wedstrijd met 94–89 te winnen en zo de serie met 4–1.

## Coachwissels
| Team                        | 2021/22                  | 2022/23                          |
| Voor het seizoen 2022/23    | Voor het seizoen 2022/23 | Voor het seizoen 2022/23         |
| --------------------------- | ------------------------ | -------------------------------- |
| Charlotte Hornets           | James Borrego            | Steve Clifford                   |
| Los Angeles Lakers          | Frank Vogel              | Darvin Ham                       |
| Sacramento Kings            | Alvin Gentry (interim)   | Mike Brown                       |
| Utah Jazz                   | Quin Snyder              | Will Hardy                       |
| Boston Celtics              | Ime Udoka (geschorst)    | Joe Mazzulla (interim)           |
| Tijdens het seizoen 2022/23 |                          |                                  |
| Brooklyn Nets               | Steve Nash               | Jacque Vaughn (interim)          |
| Atlanta Hawks               | Nate McMillan            | Joe Prunty (interim) Quin Snyder |

## All Star Weekend
Het All Star Weekend van 2023 werd gehouden op 18 en 19 februari 2023 in Salt Lake City.

### All Star Game
Uit de Western Conference werd Lebron James verkozen tot kapitein en uit de Eastern Conference werd dit Giannis Antetokounmpo.
| Pos                                        | Speler            | Club                   |          |
| Starters                                   | Starters          | Starters               | Starters |
| ------------------------------------------ | ----------------- | ---------------------- | -------- |
| F                                          | LeBron James      | Los Angeles Lakers     |          |
| C                                          | Nikola Jokić      | Denver Nuggets         |          |
| C                                          | Joel Embiid       | Philadelphia 76ers     |          |
| G                                          | Kyrie Irving      | Dallas Mavericks       |          |
| G                                          | Luka Dončić       | Dallas Mavericks       |          |
| Reserves                                   |                   |                        |          |
| F                                          | Anthony Edwards   | Minnesota Timberwolves |          |
| G                                          | Jaylen Brown      | Boston Celtics         |          |
| F                                          | Paul George       | Los Angeles Clippers   |          |
| G                                          | Tyrese Haliburton | Indiana Pacers         |          |
| F                                          | Julius Randle     | New York Knicks        |          |
| G                                          | De'Aaron Fox      | Sacramento Kings       |          |
| F                                          | Jaren Jackson Jr. | Memphis Grizzlies      |          |
| Hoofdoach: Michael Malone (Denver Nuggets) |                   |                        |          |

| Pos                                       | Speler                  | Club                   |          |
| Starters                                  | Starters                | Starters               | Starters |
| ----------------------------------------- | ----------------------- | ---------------------- | -------- |
| F                                         | Lauri Markkanen         | Utah Jazz              |          |
| F                                         | Jayson Tatum            | Boston Celtics         |          |
| F                                         | Giannis Antetokounmpo   | Milwaukee Bucks        |          |
| G                                         | Ja Morant               | Memphis Grizzlies      |          |
| G                                         | Donovan Mitchell        | Cleveland Cavaliers    |          |
| Reserves                                  |                         |                        |          |
| G                                         | Damian Lillard          | Portland Trail Blazers |          |
| G                                         | Jrue Holiday            | Milwaukee Bucks        |          |
| G                                         | Shai Gilgeous-Alexander | Oklahoma City Thunder  |          |
| G                                         | DeMar DeRozan           | Chicago Bulls          |          |
| F                                         | Pascal Siakam           | Toronto Raptors        |          |
| C                                         | Bam Adebayo             | Miami Heat             |          |
| C                                         | Domantas Sabonis        | Sacramento Kings       |          |
| Hoofdcoach: Joe Mazzulla (Boston Celtics) |                         |                        |          |

| All Star Game |              |     |
|               |              |     |
|               | Team LeBron  | 175 |
|               | Team Giannis | 184 |

## Eindstand regulier seizoen
| Eastern Conference  | W  | V  |
| ------------------- | -- | -- |
| Milwaukee Bucks *   | 58 | 24 |
| Boston Celtics*     | 57 | 25 |
| Philadelphia 76ers  | 54 | 28 |
| Cleveland Cavaliers | 51 | 31 |
| New York Knicks     | 47 | 35 |
| Brooklyn Nets       | 45 | 37 |
| Miami Heat*         | 44 | 38 |
| Atlanta Hawks       | 41 | 41 |
| Toronto Raptors     | 41 | 41 |
| Chicago Bulls       | 40 | 42 |
| Indiana Pacers      | 35 | 47 |
| Washington Wizards  | 35 | 47 |
| Orlando Magic       | 34 | 48 |
| Charlotte Hornets   | 27 | 55 |
| Detroit Pistons     | 17 | 65 |

| Western Conference     | W  | V  |
| ---------------------- | -- | -- |
| Denver Nuggets*        | 53 | 29 |
| Memphis Grizzlies *    | 51 | 31 |
| Sacramento Kings*      | 48 | 34 |
| Phoenix Suns           | 45 | 37 |
| LA Clippers            | 44 | 38 |
| Golden State Warriors  | 44 | 38 |
| LA Lakers              | 43 | 39 |
| Minnesota Timberwolves | 42 | 40 |
| New Orleans Pelicans   | 42 | 40 |
| Oklahoma City Thunder  | 40 | 42 |
| Dallas Mavericks       | 38 | 44 |
| Utah Jazz              | 37 | 45 |
| Portland Trail Blazers | 33 | 49 |
| Houston Rockets        | 22 | 60 |
| San Antonio Spurs      | 22 | 60 |

*Winnaars van de zes divisies

## Playoffs
|  | Eerste ronde | Eerste ronde           | Eerste ronde       |   |                       | Conference Halve Finale | Conference Halve Finale | Conference Halve Finale |  |  | Conference Finale | Conference Finale | Conference Finale |   |  | NBA Finale | NBA Finale | NBA Finale |
|  |              |                        |                    |   |                       |                         |                         |                         |  |  |                   |                   |                   |   |  |            |            |            |
|  |              | Denver Nuggets         | 4                  |   |                       |                         |                         |                         |  |  |                   |                   |                   |   |  |            |            |            |
|  |              | Minnesota Timberwolves | 1                  |   |                       |                         |                         |                         |  |  |                   |                   |                   |   |  |            |            |            |
|  |              | Minnesota Timberwolves | 1                  |   | Denver Nuggets        | 4                       |                         |                         |  |  |                   |                   |                   |   |  |            |            |            |
|  |              |                        |                    |   | Denver Nuggets        | 4                       |                         |                         |  |  |                   |                   |                   |   |  |            |            |            |
|  |              |                        | Phoenix Suns       | 2 |                       |                         |                         |                         |  |  |                   |                   |                   |   |  |            |            |            |
|  |              | Phoenix Suns           | Phoenix Suns       | 2 | 4                     |                         |                         |                         |  |  |                   |                   |                   |   |  |            |            |            |
|  |              |                        |                    |   | 4                     |                         |                         |                         |  |  |                   |                   |                   |   |  |            |            |            |
|  |              | Los Angeles Clippers   | 1                  |   |                       |                         |                         |                         |  |  |                   |                   |                   |   |  |            |            |            |
|  |              |                        |                    |   |                       |                         | Denver Nuggets          | 4                       |  |  |                   |                   |                   |   |  |            |            |            |
|  |              |                        |                    |   |                       |                         |                         |                         |  |  |                   |                   |                   |   |  |            |            |            |
|  |              |                        | Los Angeles Lakers | 0 |                       |                         |                         |                         |  |  |                   |                   |                   |   |  |            |            |            |
|  |              | Sacramento Kings       | Los Angeles Lakers | 0 | 3                     |                         |                         |                         |  |  |                   |                   |                   |   |  |            |            |            |
|  |              |                        |                    |   | 3                     |                         |                         |                         |  |  |                   |                   |                   |   |  |            |            |            |
|  |              | Golden State Warriors  | 4                  |   |                       |                         |                         |                         |  |  |                   |                   |                   |   |  |            |            |            |
|  |              | Golden State Warriors  | 4                  |   | Golden State Warriors | 2                       |                         |                         |  |  |                   |                   |                   |   |  |            |            |            |
|  |              |                        |                    |   | Golden State Warriors | 2                       |                         |                         |  |  |                   |                   |                   |   |  |            |            |            |
|  |              |                        | Los Angeles Lakers | 4 |                       |                         |                         |                         |  |  |                   |                   |                   |   |  |            |            |            |
|  |              | Memphis Grizzlies      | Los Angeles Lakers | 4 | 2                     |                         |                         |                         |  |  |                   |                   |                   |   |  |            |            |            |
|  |              |                        |                    |   | 2                     |                         |                         |                         |  |  |                   |                   |                   |   |  |            |            |            |
|  |              | Los Angeles Lakers     | 4                  |   |                       |                         |                         |                         |  |  |                   |                   |                   |   |  |            |            |            |
|  |              |                        |                    |   |                       |                         |                         |                         |  |  |                   |                   | Denver Nuggets    | 4 |  |            |            |            |
|  |              |                        |                    |   |                       |                         |                         |                         |  |  |                   |                   |                   | 4 |  |            |            |            |
|  |              |                        | Miami Heat         | 1 |                       |                         |                         |                         |  |  |                   |                   |                   |   |  |            |            |            |
|  |              | Milwaukee Bucks        | Miami Heat         | 1 | 1                     |                         |                         |                         |  |  |                   |                   |                   |   |  |            |            |            |
|  |              | Milwaukee Bucks        |                    |   | 1                     |                         |                         |                         |  |  |                   |                   |                   |   |  |            |            |            |
|  |              | Miami Heat             | 4                  |   |                       |                         |                         |                         |  |  |                   |                   |                   |   |  |            |            |            |
|  |              | Miami Heat             | 4                  |   | Miami Heat            | 4                       |                         |                         |  |  |                   |                   |                   |   |  |            |            |            |
|  |              |                        |                    |   | Miami Heat            | 4                       |                         |                         |  |  |                   |                   |                   |   |  |            |            |            |
|  |              |                        | New York Knicks    | 2 |                       |                         |                         |                         |  |  |                   |                   |                   |   |  |            |            |            |
|  |              | Cleveland Cavaliers    | New York Knicks    | 2 | 1                     |                         |                         |                         |  |  |                   |                   |                   |   |  |            |            |            |
|  |              |                        |                    |   | 1                     |                         |                         |                         |  |  |                   |                   |                   |   |  |            |            |            |
|  |              | New York Knicks        | 4                  |   |                       |                         |                         |                         |  |  |                   |                   |                   |   |  |            |            |            |
|  |              |                        |                    |   |                       |                         | Miami Heat              | 4                       |  |  |                   |                   |                   |   |  |            |            |            |
|  |              |                        |                    |   |                       |                         |                         |                         |  |  |                   |                   |                   |   |  |            |            |            |
|  |              |                        | Boston Celtics     | 3 |                       |                         |                         |                         |  |  |                   |                   |                   |   |  |            |            |            |
|  |              | Philadelphia 76ers     | Boston Celtics     | 3 | 4                     |                         |                         |                         |  |  |                   |                   |                   |   |  |            |            |            |
|  |              | Philadelphia 76ers     |                    |   | 4                     |                         |                         |                         |  |  |                   |                   |                   |   |  |            |            |            |
|  |              | Brooklyn Nets          | 0                  |   |                       |                         |                         |                         |  |  |                   |                   |                   |   |  |            |            |            |
|  |              | Brooklyn Nets          | 0                  |   | Philadelphia 76ers    | 3                       |                         |                         |  |  |                   |                   |                   |   |  |            |            |            |
|  |              |                        |                    |   | Philadelphia 76ers    | 3                       |                         |                         |  |  |                   |                   |                   |   |  |            |            |            |
|  |              |                        | Boston Celtics     | 4 |                       |                         |                         |                         |  |  |                   |                   |                   |   |  |            |            |            |
|  |              | Boston Celtics         | Boston Celtics     | 4 | 4                     |                         |                         |                         |  |  |                   |                   |                   |   |  |            |            |            |
|  |              | Boston Celtics         |                    |   | 4                     |                         |                         |                         |  |  |                   |                   |                   |   |  |            |            |            |
|  |              | Atlanta Hawks          | 2                  |   |                       |                         |                         |                         |  |  |                   |                   |                   |   |  |            |            |            |

## Prijzen

### Individuele Prijzen
- Most Valuable Player: 
  Joel Embiid (Philadelphia 76ers)
- Finals Most Valuable Player: 
 Nikola Jokić (Denver Nuggets)
- Rookie of the Year: 
 Paolo Banchero (Orlando Magic)
- Defensive Player of the Year:
 Jaren Jackson Jr. (Memphis Grizzlies)
- NBA Sixth Man of the Year:
 Malcolm Brogdon (Boston Celtics)
- Most Improved Player:
 Lauri Markkanen (Utah Jazz)
- NBA Coach of the Year: 
 Mike Brown (Sacramento Kings)

- NBA Sportsmanship Award:
- Twyman–Stokes Teammate of the Year Award:
 Jrue Holiday (Milwaukee Bucks)
- NBA Hustle Award: 
 Marcus Smart (Boston Celtics)
- NBA Clutch Player of the Year Award: 
  De'Aaron Fox (Sacramento Kings)
- NBA Community Assist Award:
- Kareem Abdul-Jabbar Social Justice Champion Award:
  Stephen Curry (Golden State Warriors)
- J. Walter Kennedy Citizenship Award: 
  Stephen Curry (Golden State Warriors)

### All-NBA Teams
- All-NBA First Team:
  - F Giannis Antetokounmpo, Milwaukee Bucks
  - F Jayson Tatum, Boston Celtics
  - C Joel Embiid, Philadelphia 76ers
  - G Luka Dončić, Dallas Mavericks
  - G Shai Gilgeous-Alexander, Oklahoma City Thunder

- All-NBA Second Team:
  - F Jimmy Butler, Miami Heat
  - F Jaylen Brown, Boston Celtics
  - C Nikola Jokić, Denver Nuggets
  - G Donovan Mitchell, Cleveland Cavaliers
  - G Stephen Curry, Golden State Warriors

- All-NBA Third Team:
  - F Julius Randle, New York Knicks
  - F LeBron James, Los Angeles Lakers
  - C Domantas Sabonis, Sacramento Kings
  - G De'Aaron Fox, Sacramento Kings
  - G Damian Lillard, Portland Trail Blazers

- NBA All-Defensive First Team:
  - F Jaren Jackson Jr., Memphis Grizzlies
  - F Evan Mobley, Cleveland Cavaliers
  - C Brook Lopez, Milwaukee Bucks
  - G Jrue Holiday, Milwaukee Bucks
  - G Alex Caruso, Chicago Bulls

- NBA All-Defensive Second Team:
  - F O.G. Anunoby, Toronto Raptors
  - F Draymond Green, Golden State Warriors
  - C Bam Adebayo, Miami Heat
  - G Derrick White, Boston Celtics
  - G Dillon Brooks, Memphis Grizzlies

- NBA All-Rookie First Team:
  - Paolo Banchero, Orlando Magic
  - Walker Kessler, Utah Jazz
  - Bennedict Mathurin, Indiana Pacers
  - Keegan Murray, Sacramento Kings
  - Jalen Williams, Oklahoma City Thunder

- NBA All-Rookie Second Team:
  - Jalen Duren, Detroit Pistons
  - Tari Eason, Houston Rockets
  - Jaden Ivey, Detroit Pistons
  - Jabari Smith Jr., Houston Rockets
  - Jeremy Sochan, San Antonio Spurs

1950 · 1951 · 1952 · 1953 · 1954 · 1955 · 1956 · 1957 · 1958 · 1959 · 
1960 · 1961 · 1962 · 1963 · 1964 · 1965 · 1966 · 1967 · 1968 · 1969 · 
1970 · 1971 · 1972 · 1973 · 1974 · 1975 · 1976 · 1977 · 1978 · 1979 · 
1980 · 1981 · 1982 · 1983 · 1984 · 1985 · 1986 · 1987 · 1988 · 1989 · 
1990 · 1991 · 1992 · 1993 · 1994 · 1995 · 1996 · 1997 · 1998 · 1999 · 
2000 · 2001 · 2002 · 2003 · 2004 · 2005 · 2006 · 2007 · 2008 · 2009 · 
2010 · 2011 · 2012 · 2013 · 2014 · 2015 · 2016 · 2017 · 2018 · 2019 · 
2020 · 2021 · 2022 · 2023 · 2024